# پریکارد
پریکارد (به فرانسوی:Péricarde) یا پیراشامه قلب نوعی ساک از جنس بافت فیبروزه است که اطراف قلب، ماهیچه و ابتدای رگ‌های بزرگ آن را احاطه کرده است و بر دو قسمت لایه سیروز (به انگلیسی:serous layer) و لایه فیبروز (به انگلیسی: fibrous layer) می‌باشد. در آب شامه (بین پیراشامه و برون شامه) حدود ۵۰ سی‌سی مایع سروزی وجود دارد التهاب پریکارد قلب را پریکاردیت می‌نامند که در صورت تراوش مایع به داخل پریکارد آن را ترشح آب‌شامه یا افیوژن پریکارد می‌گوییم.
پریکارد ضربه گیر قلب نیز هست. هنگامی که به قلب ضربه‌ای وارد شود مایع سروزی ضربه را به دیگر نقاط قلب پخش می‌کند تا فشار کمتری به یک نقاط قلب وارد شود.

## اهمیت بالینی
پریکاردیت، التهاب پریکارد، معمولاً باعث درد قفسه سینه می‌شود که با صاف دراز کشیدن تشدید می‌شود و ممکن است هنگام سمع، اصطکاک پریکارد ایجاد کند. اغلب منشأ ویروسی یا کمتر باکتریایی دارد و می‌تواند به دنبال آنفارکتوس میوکارد باشد. درمان معمولاً شامل مسکن‌ها و ضد التهاب‌ها و در موارد خاص با کلشی‌سین است. پریکاردیت مزمن ممکن است به پریکاردیت انقباضی منجر شود که به‌طور بالقوه پریکاردکتومی را ضروری می‌کند.
افیوژن پریکارد، تجمع مایع در فضای پریکارد، می‌تواند ناشی از پریکاردیت، نارسایی کلیه یا تومورها باشد. افیوژن‌های قابل توجه می‌تواند منجر به تامپوناد قلبی شود که با اختلال در پر شدن قلب، پارادوکسوز پالس و پیامدهای بالقوه کشنده مشخص می‌شود. پریکاردیوسنتز می‌تواند مایع اضافی را حذف کند. افیوژن‌های مکرر ممکن است با روش پنجره پریکارد یا یا پریکاردیوستومی مدیریت شود.

فقدان مادرزادی پریکارد نادر است و معمولاً در سمت چپ است. اغلب علائمی ایجاد نمی‌کند اما می‌تواند با سایر ناهنجاری‌های قلبی و یافته‌های تصویربرداری متمایز همراه باشد. 

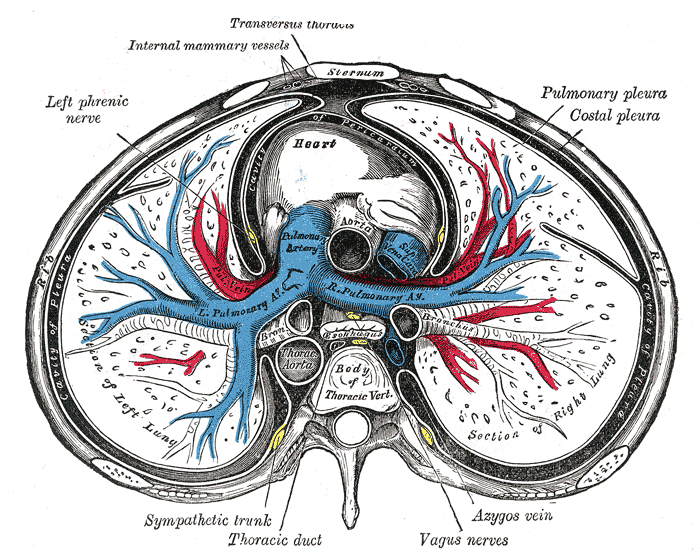
یک قسمت عرضی از قفسه سینه، که محتوای میان سینه میانی و خلفی را نشان می‌دهد. پرده جنب و حفره آب شامه اغراق‌آمیز هستند زیرا به‌طور معمول هیچ فاصله‌ای بین پرده جنب یا بین پریکارد و قلب وجود ندارد.

## نگارخانه

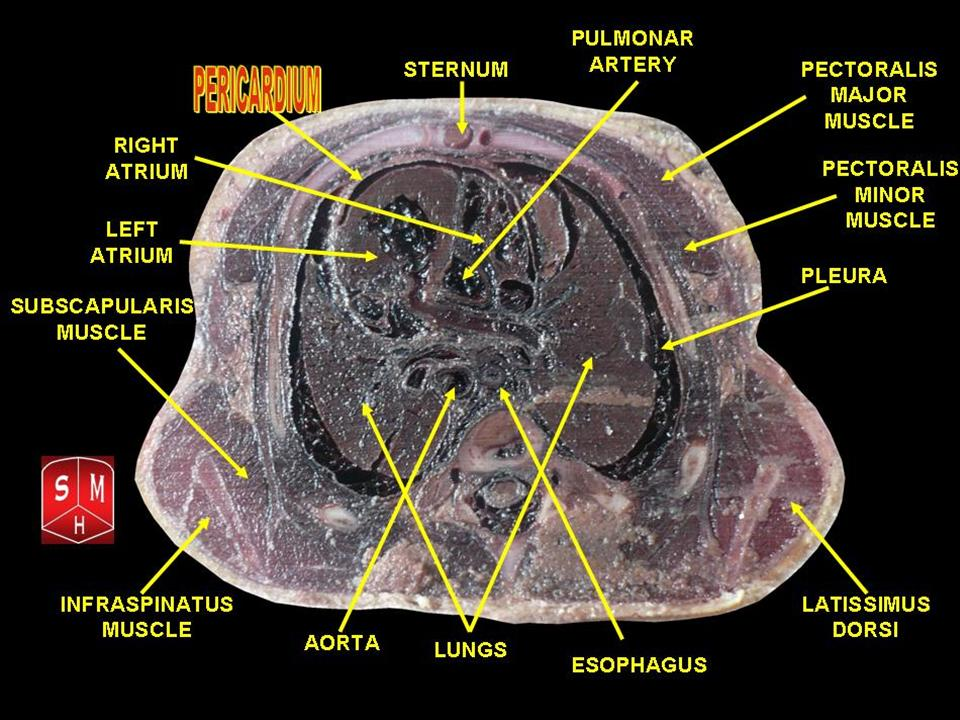
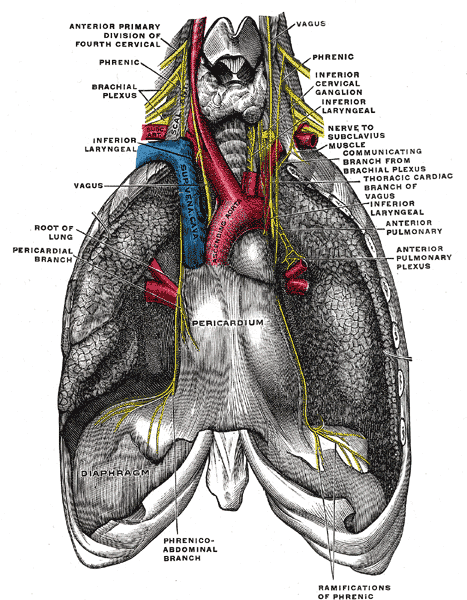
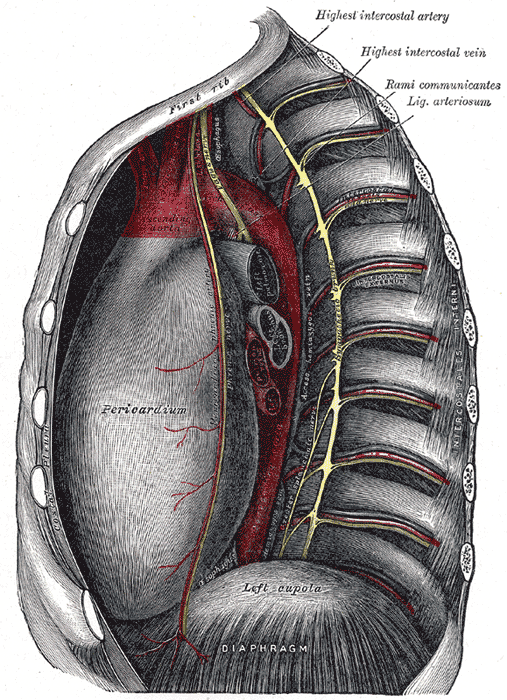
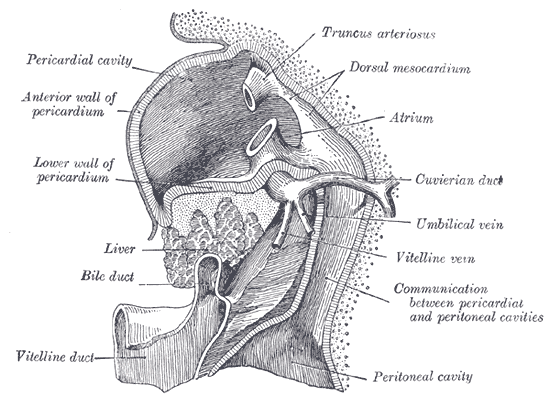
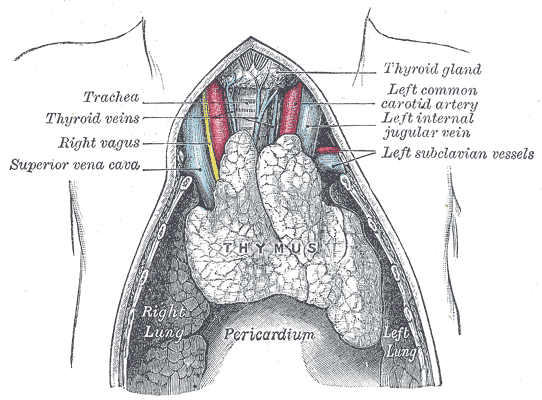
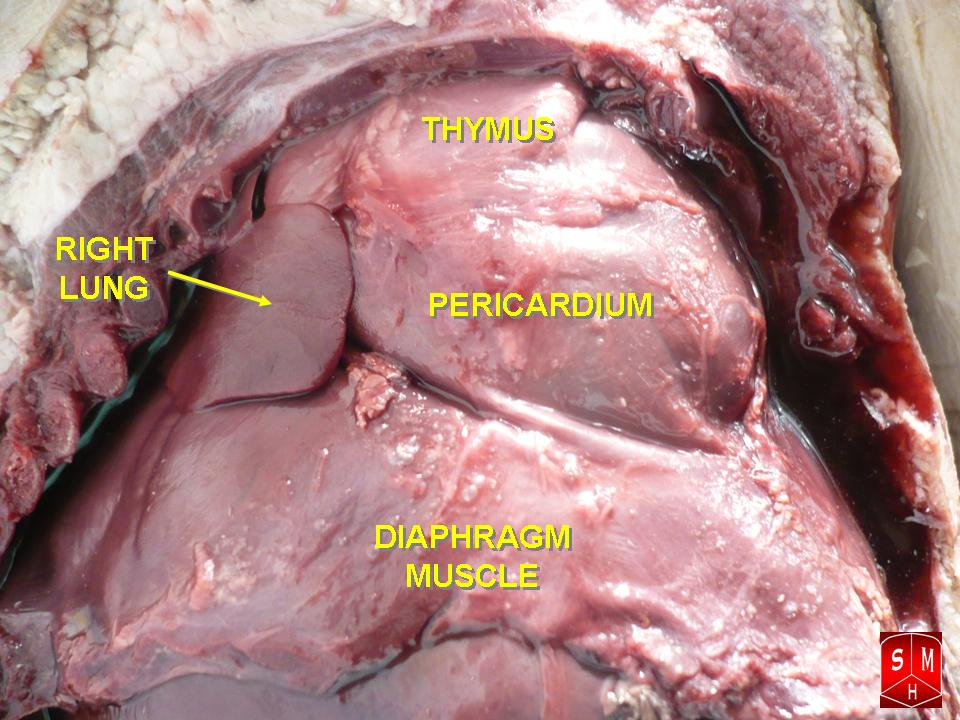
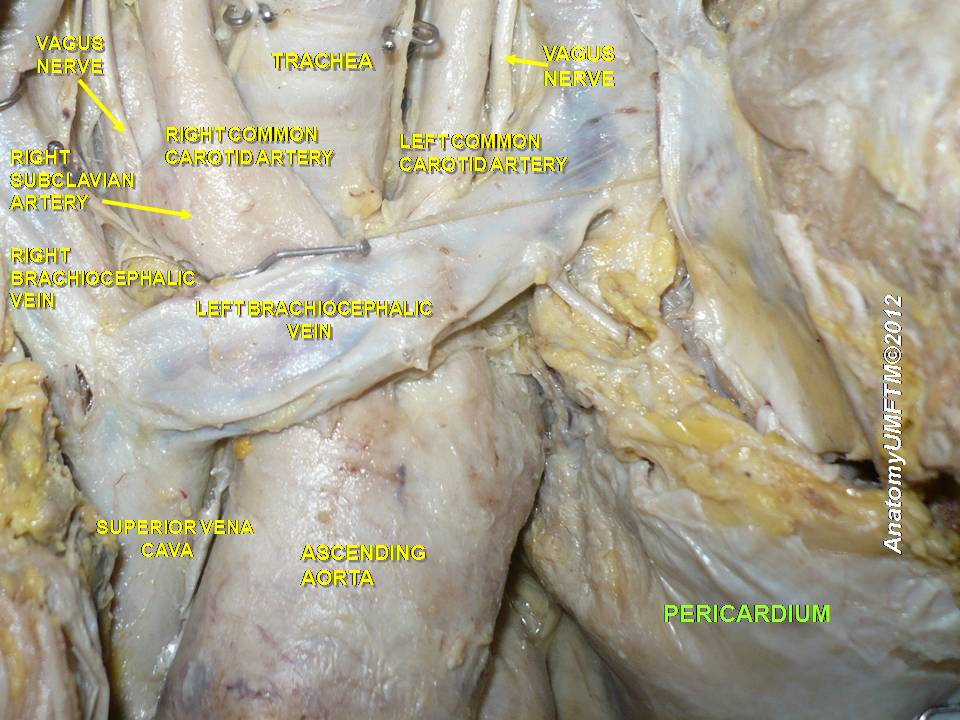